# 3. pehotna divizija (mehanizirana)
Za druge 3. divizije glej 3. divizija.
3. pehotna divizija (mehanizirana) »Skala Marne« (izvirno angleško 3rd Infantry Division (Mechanized) »Rock of the Marne«) je ena od aktivnih divizij Kopenske vojske ZDA.

## Zgodovina
Prva svetovna vojna
Divizija je bila ustanovljena 12. novembra 1917 kot 3. divizija v Campu Greene, Severna Karolina kot del regularne vojske.
Osnovno urjenje je opravila v Camp Greenu in Fort Blissu (Teksas).
Aprila 1918 je prispela v Francijo; v boje je vstopila julija 1918, osem mesecev po ustanovitvi. V noči iz 14. na 15. julij 1918 si je divizija prislužila večno slavo. Kot del Ameriške ekspedicijske sile je bila v obrambi Pariza ob reki Marni. Nemci so sprožili napad in vse sosednje enote so se začele umikati. Ko so vprašali divizijskega poveljnika, generalmajorja Josepha Dickmana, kaj misli narediti, jim je odgovoril: »Nous Resterons La« (Ostali bomo tukaj). Tako je divizija sama zaustavila nemški napad in doživela velike izgube.
Med prvo svetovno vojno sta dva pripadnika divizije prejela medaljo časti.
Druga svetovna vojna
Med drugo svetovno vojno si je divizija prislužila še večjo slavo. Kot edina ameriška enota je bila 531 zaporednih dni neposredno vpletena v boje pri Casablanci, Anziu (tu je zavrnila 3 nemške divizije), Vogezih, Colmarju, na Siegfriedovi liniji, Palermu, Nürnbergu, Münchnu, Berchtesgadnu in Salzburgu.
36 pripadnikov divizije je prejelo medaljo časti, med njimi tudi Audie Leon Murphy, najbolj odlikovani pripadnik oboroženih sil ZDA med drugo svetovno vojno.
Korejska vojna
Med korejsko vojno je bila divizija znana tudi kot Požarna brigada, saj je služila kot enota, ki so jo poslali na kritične dele fronte. Sodelovala je v desetih operacijah.
11 pripadnikov divizije je prejelo medaljo časti.
Hladna vojna
Od aprila 1958 do aprila 1996 je bila divizija nastanjena v Nemčiji, kjer je predstavljala obrambno silo Zahodne Evrope v času hladne vojne.
Operacija Puščavska nevihta
Novembra 1990 je dobila divizija ukaz za prerazporeditev v Perzijski zaliv. Po iraškem vdoru v Kuvajt je več kot 6.000 pripadnikov divizije, priključenih 1. oklepni diviziji, sodelovalo v operaciji Puščavska nevihta. 	 
Po končani operaciji je bilo skoraj 1.000 vojakov premeščenih v jugovzhodno Turčijo in severni Irak, kjer so pomagali kurdskim beguncem. Druga skupina enake moči je ostala v Kuvajt, kjer je kot del Task Force Victory sodelovala pri obnovi.
Mirovne operacije
1996 je bila divizija poslana nazaj v ZDA, kjer so jo nastanili v Fort Stewart, Fort Benning in Hunter Army Airfield (Georgija).
Sprva je v Kuvajtu vzdrževala bataljon, po naraščajočih iraških grožnjah pa je tja namestila brigadno bojno skupino. Prav tako je poslala divizijske enote v Egipt, Bosno in na Kosovo, kjer je sodelovala v meddržavnem urjenju in mirovnih operacijah.
Globalna vojna proti terorizmu
Po 11. septembru 2001 je bila divizija poslana v Afganistan, Pakistan in v različne bližnjovzhodne države.
Leta 2003 je bila celotna divizija premeščena v Kuvajt. Od tu je vodila napad koalicije voljnih med operacijo Iraška svoboda. Zgodaj aprila 2003 je tako divizija prodrla do Bagdada, kjer je zavzela mednarodno letališče Bagdad. Pozneje je bila divizija premeščena v Faludžo, nakar se je avgusta 2003 vrnila v ZDA. Kot prva divizija se je vrnila na drugo turo dolžnosti in sicer v januarju 2005. Divizija je postala jedro mednarodne enote: Multi-National Division Baghdad. Januarja 2006 se je divizija vrnila nazaj v ZDA. 17. novembra 2006 je Kopenska vojska ZDA oznanila, da bo bila 3. pehotna divizija ponovno poslana v Irak leta 2007; tako bo postala prva divizija Kopenske vojske ZDA, ki bo opravila tri ture dolžnosti.

## Kampanje in odlikovanja
Kampanje
- prva svetovna vojna

- Aisne
- Champagne-Marne
- Aisne-Marne
- St.-Mihiel
- Meuse-Argonne
- Champagne 1918

- druga svetovna vojna

- Alžirija-Francoski Maroko
- Tunizija
- Sicilija
- Neapelj-Foggia
- Anzio
- Rim-Arno
- Južna Francija
- Porenje
- Ardeni-Alzacija
- Srednja Evropa

- korejska vojna

- intervencija kitajskih komunističnih sil
- prva OZN protiofenziva
- spomladanska ofenziva kitajskih komunističnih sil
- ZN poletno-jesenska ofenziva
- druga zima
- poletje-jesen 1952
- tretja zima
- poletje 1953

- ekspedicije oboroženih sil

- Saudova Arabija
- Kuvajt

Odlikovanja
- predsedniška omemba enote (trakec izvezen »COLMAR«)
- francoski Croix de Guerre s palmo (trakec izvezen »COLMAR«; druga svetovna vojna)
- francoski Croix de Guerre Fourragere,
- korejska predsedniška omemba enote]] (trakec izvezen »UIJONGBU«)
- korejska predsedniška omemba enote (trakec izvezen »IRON TRIANGLE«)
- Chryssoun Aristion Andrias (trakec izvezen »KOREA«)

## Simboli divizije
Narokavni divizijski našitek
Divizijski našitek je sestavljen iz treh diagonalnih belih črt 5/16" široke in 5/16" narazen, ki ležijo na temnomodrem kvadratnem polju. Ko je našitek prišit na levo ramo, morajo črte potekati iz zgornjega zadnjega kota v prednji spodnji kot. Modro polje predstavlja zvestobo, neomajnost in nesmrtno predanost principom pravil in pravičnosti ameriškega vojaka. Tri bele črte simbolizirajo tri kampanje (Marne, St.-Mihiel, Meuse-Argonne), v katerih je divizija sodelovala do podpisa premirja v prvi svetovni vojni ter številsko oznako divizije. Eden od glavnih razlogov, zakaj je bil tak grb sprejet, je, da je neverjetno preprost in si ga pripadniki divizije lahko zapomnijo.
Razločitvena enotna insignija
Srebrn, kovinski in emajliran znak, je sestavljen iz srebrne skale, ki raste iz notranjega krožnice modro obarvanega loka, na katerem je s srebrnimi črkami napisano »NOUS RESTERONS LA« (Ostali bomo tukaj). Na skali je srebrn vivern, ki ima tri pare kril, upodobljene s tremi srebrnimi progami.
Skala, napis in vivern se nanašajo na dve značilnosti, po kateri je divizija znaka. Skala predstavlja trdovraten odpor divizije, prikazan na Marni, in vivern predstavlja nemški vzdevek za divizijo (Modri in beli hudiči).
|  |  |

## Naloge divizije
Trenutna naloga divizija je bliskovita premestitev na področje delovanja z zračnim, kopenskim in pomorskim transportom, kjer je sposobna izvesti mobilne, večopravilne ofenzivne in defenzivne operacije po celem svetu.

## Sestava divizije
2005
- 1. brigada:

- HHC, 1. brigada
- 2. bataljon, 7. pehotni polk
- 3. bataljon, 69. oklepni polk
- 5. eskadron, 7. konjeniški polk
- 1. bataljon, 41. poljski artilerijski polk
- 3. prednji podporni bataljon
- 1st Bde Trp Bn

- 2. brigada:

- HHC, 2. brigada
- 3. bataljon, 15. pehotni polk
- 1. bataljon, 64. oklepni polk
- 3. eskadron, 7. konjeniški polk
- 1. bataljon, 9. poljski artilerijski polk
- 26. prednji podporni bataljon
- 2d Bde Trp Bn

- 3. brigada:

- HHC, 3. brigada
- 1. bataljon, 15. pehotni polk
- 2. bataljon, 69. oklepni polk
- 1. bataljon, 30. pehotni polk
- 1. bataljon, 10. poljski artilerijski polk
- 203. prednji podporni bataljon
- 3rd Bde Trp Bn

- 4. brigada:

- HHC, 4. brigada
- 3. bataljon, 7. pehotni polk
- 4. bataljon, 64. oklepni polk
- 6. eskadron, 8. konjeniški polk
- 1. bataljon, 76. poljski artilerijski polk
- 703. glavni podporni bataljon
- 4th Bde Troop Bn

- aviacijska brigada

- HHC, aviacijska brigada
- 1. bataljon, 3. aviacijski polk (jurišni)
- 2. bataljon, 3. aviacijski polk
- 3. bataljon, 3. aviacijski polk
- 4. bataljon, 3. aviacijski polk
- 603. aviacijski podporni bataljon
- četa D, 1. bataljon, 58. aviacijski polk

- Divizijska požarna brigada

- HHB, Požarna brigada
- 1. bataljon, 39. poljski artilerijski polk

- divizijska podporna brigada

- HHC DISCOM
- 87. korpusni podporni bataljon
- 3. SSB
- 92. inženirski bataljon
- 559. bataljon za oskrbo s strelivom
- 260. bataljon za oskrbo s strelivom
- 92. kemična četa

- bataljon posebnih enot

- HHC, STB
- komunikacijska četa
- divizijski band

- 3. bataljon vojaške policije (začasni)
- štabna odvetniško-sodniška služba
- divizijski kaplan
- podčastniška akademija
- klub Audieja Murphya

## Oborožitev in oprema divizije
2005
- glavni bojni tank M1A1 Abrams
- gosenično pehotno bojno vozilo M2A2 IBFV
- gosenično pehotno bojno vozilo M3A2 CBFV
- samovozna havbica M109A6 Paladin
- večcevni raketomet M270 MLRS
- jurišni helikopter AH-64D Apache Longbow
- transportni helikopter UH-60 Blackhawk
- zračnoobrambi raketni sistem Avenger
- HMMWV
- FMTV

## Pripadniki divizije

### Divizijski poveljniki
| 1.  | Generalmajor Joseph T. Dickman          |  | (november 1917 – avgust 1918)    |
| 2.  | Brigadni general Fred W. Sladen         |  | (avgust 1918)                    |
| 3.  | Generalmajor Beaumont B. Buck           |  | (avgust 1918 – oktober 1918)     |
| 4.  | Brigadni general Preston Brown          |  | (oktober 1918 – november 1918)   |
| 5.  | Generalmajor Robert L. Howze            |  | (november 1918 – avgust 1919)    |
| 6.  | Brigadni general William N. Crukshank   |  | (avgust 1919)                    |
| 7.  | Brigadni general Ora E. Hunt            |  | (avgust 1919 – oktober 1919)     |
| 8.  | Generalmajor William N. Wright          |  | (oktober 1919 – januar 1920)     |
| 9.  | Brigadni general Edward M. Lewis        |  | (januar 1920 – avgust 1921)      |
| 10. | Generalmajor Charles H Muir             |  | (avgust 1921 – november 1922)    |
| 11. | Brigadni general U. G. Mc Alexander     |  | (november 1922 – november 1923)  |
| 12. | Generalmajor Edwin B. Babbitt           |  | (november 1923 – maj 1924)       |
| 13. | Brigadni general Joseph E. Kuhn         |  | (maj 1924 – december 1924)       |
| 14. | Generalmajor William H. Johnson         |  | (december 1924 – oktober 1925)   |
| 15. | Generalmajor Robert Alexander           |  | (oktober 1925 – avgust 1927)     |
| 16. | Generalmajor Joseph D. Leitch           |  | (september 1927 – marec 1928)    |
| 17. | Brigadni general Michael J. Lenihan     |  | (marec 1928 – marec 1929)        |
| 18. | Brigadni general Joseph C. Castner      |  | (april 1929 – november 1932)     |
| 19. | Brigadni general Halstead Dobey         |  | (november 1932 – 1933)           |
| 20. | Brigadni general Henry W. Butner        |  | (1933 – februar 1934)            |
| 21. | Brigadni general Otho W. Rosenbaum      |  | (februar 1934 – avgust 1935)     |
| 22. | Generalmajor Casper H. Conrad mlajši    |  | (avgust 1935 – avgust 1936)      |
| 23. | Generalmajor Davis L. Stone             |  | (september 1936 – marec 1937)    |
| 24. | Brigadni general Alfred T. Smith        |  | (julij 1937 – januar 1938)       |
| 25. | Generalmajor Walter C. Sweeney          |  | (1939 – 1940)                    |
| 26. | Generalmajor Charles F. Thompson        |  | (avgust 1940 – julij 1941)       |
| 27. | Brigadni general Charles P. Hale        |  | (avgust 1941 – september 1941)   |
| 28. | Generalmajor John P. Lucas              |  | (september 1941 – marec 1942)    |
| 29. | Generalmajor John W. Anderson           |  | (marec 1942 – februar 1943)      |
| 30. | Brigadni general William A. Campbell    |  | (februar 1942 – marec 1943)      |
| 31. | Generalmajor Lucian K. Truscott mlajši  |  | (marec 1943 – februar 1944)      |
| 32. | Generalmajor John W. O'Daniel           |  | (februar 1944 – december 1944)   |
| 33. | Brigadni general Robert N. Young        |  | (december 1944 – januar 1945)    |
| 34. | Generalmajor John W. O'Daniel           |  | (januar 1945 – julij 1945)       |
| 35. | Generalmajor William R. Schmidt         |  | (avgust 1945 – maj 1946)         |
| 36. | Generalmajor Edwin P. Parker            |  | (maj 1946 – junij 1946)          |
| 37. | Brigadni general Robert N. Bathurst     |  | (julij 1946 – avgust 1946)       |
| 38. | Generalmajor Jen S. A. Doe              |  | (september 1946 – februar 1947)  |
| 39. | Generalmajor Percy W. Clarkson          |  | (marec 1947 – avgust 1950)       |
| 40. | Generalmajor Robert S. Soule            |  | (avgust 1950 – september 1951)   |
| 41. | Generalmajor Thomas J. Cross            |  | (oktober 1951 – maj 1952)        |
| 42. | Generalmajor Robert L. Dulaney          |  | (maj 1952 – oktober 1952)        |
| 43. | Generalmajor George W. Smythe           |  | (oktober 1952 – maj 1953)        |
| 44. | Generalmajor Eugene W. Ridings          |  | (maj 1953 – oktober 1953)        |
| 45. | Generalmajor Charles W. Canham          |  | (november 1953 – november 1954)  |
| 46. | Generalmajor Haydon L. Boatner          |  | (december 1954 – oktober 1955)   |
| 47. | Generalmajor George E. Lynch            |  | (oktober 1955 – februar 1957)    |
| 48. | Brigadni general Frederick R. Zierath   |  | (marec 1957)                     |
| 49. | Generalmajor Roy E. Lindquist           |  | (marec 1957 – avgust 1958)       |
| 50. | Generalmajor John S. Upham mlajši       |  | (avgust 1958 – april 1960)       |
| 51. | Generalmajor Albert Watson II.          |  | (april 1960 – april 1961)        |
| 52. | Generalmajor William W. Dick mlajši     |  | (april 1961 – april 1962)        |
| 53. | Brigadni general Morris O. Edwards      |  | (april 1962 – junij 1962)        |
| 54. | Generalmajor Frank T. Mildren           |  | (junij 1962 – marec 1964)        |
| 55. | Generalmajor Albert O. Connor           |  | (marec 1964 – februar 1966)      |
| 56. | Brigadni general Jack S. Blocker        |  | (februar 1966 – april 1966)      |
| 57. | Generalmajor Robert H. Schellman        |  | (april 1966 – avgust 1967)       |
| 58. | Brigadni general Lawrence V. Greene     |  | (avgust 1967 – oktober 1967)     |
| 59. | Generalmajor George P. Seneff mlajši    |  | (oktober 1967 – marec 1969)      |
| 60. | Generalmajor George M. Seignious II.    |  | (marec 1969 – februar 1970)      |
| 61. | Generalmajor Robert C. Taber            |  | (februar 1970 – april 1971)      |
| 62. | Generalmajor Marshall B. Garth          |  | (april 1971 – september 1972)    |
| 63. | Generalmajor Sam S. Walker              |  | (september 1972 – junij 1974)    |
| 64. | Generalmajor E. C. Meyer                |  | (junij 1974 – avgust 1975)       |
| 65. | Generalmajor Pat W. Crizer              |  | (avgust 1975 – oktober 1977)     |
| 66. | Generalmajor R. Dean Tice               |  | (oktober 1977 – oktober 1979)    |
| 67. | Generalmajor Robert L. Wetzel           |  | (1979 – 1981)                    |
| 68. | Generalmajor Fred K. Mahaffey           |  | (1981 – 1983)                    |
| 69. | Generalmajor Howard C. Crowell mlajši   |  | (1983 – 1985)                    |
| 70. | Generalmajor George R. Stotser          |  | (1985 – 1987)                    |
| 71. | Brigadni general Nicholas S. H. Krawciw |  | (1987 – 1989)                    |
| 72. | Generalmajor Wilson A. Shoffner         |  | (1989 – 1991)                    |
| 73. | Brigadni general Richard F. Keller      |  | (1991 – 1993)                    |
| 74. | Generalmajor Leonard D. Holder          |  | (1993 – 1995)                    |
| 75. | Generalmajor Montgomery C. Meigs        |  | (1995 – april 1996)              |
| 76. | Generalmajor Joseph De Francisco        |  | (junij 1996)                     |
| 77. | Generalmajor John W. Hendrix            |  | (avgust 1996 – oktober 1997)     |
| 78. | Generalmajor James C. Riley             |  | (oktober 1997 – december 1999)   |
| 79. | Generalmajor Walter L. Sharp            |  | (december 1999 – december 2001)  |
| 80. | Generalmajor Buford C. Blount           |  | (december 2001 – september 2003) |
| 81. | Generalmajor William G. Webster         |  | (september 2003 – 2005)          |
| 81. | Generalmajor Rick Lynch                 |  | (2005 – danes)                   |

### Nosilci medalje časti
Prva svetovna vojna
| 1. | Poddesetnik John L. Barkley |  | (7. oktober 1918; Cunel, Francija)          |
| 2. | Nadporočnik George P. Hays  |  | (14.-15. julij 1918; Graves Farm, Francija) |

#### Druga svetovna vojna
| 1.  | Višji vodnik Lucian Adams            |  | (28. oktober 1944; St. Die, Francija)                |
| 2.  | Vodnik Sylvester Antolak             |  | (24. maj 1944; Cisterna di Littoria, Italija)        |
| 3.  | Višji vodnik Stanley Bender          |  | (17. avgust 1944; La Lande, Francija)                |
| 4.  | Stotnik Maurice L. Britt             |  | (10. november 1943; Mignano, Italija)                |
| 5.  | Nadporočnik Frank Burke              |  | (14. april 1945; Nürnberg, Nemčija)                  |
| 6.  | Vojak Herbert Christian              |  | (2.-3. junij 1944; Valmontone, Italija)              |
| 7.  | Vodnik James P. Connor               |  | (14. avgust 1944; Cape Cavalaire, Francija)          |
| 8.  | Poročnik Robert Craig                |  | (11. julij 1943; Favoratta, Sicilija)                |
| 9.  | Stotnik Michael J. Daly              |  | (18. april 1945; Nürnberg, Nemčija)                  |
| 10. | Višji vodnik Rudolph B. Davila       |  | (28. maj 1944; Artena, Italija)                      |
| 11. | Vodnik Russell E. Dunham             |  | (8. januar 1945; Kayserberg, Francija)               |
| 12. | Poddesetnik John W. Dutko            |  | (23. maj 1944; Ponte Rotto, Italija)                 |
| 13. | Naddesetnik Eric G. Gibson           |  | (28. januar 1944; Isola Bella, Italija)              |
| 14. | Poddesetnik Lloyd C. Hawks           |  | (30. januar 1944; Carano, Italija)                   |
| 15. | Vojak Elden H. Johnson               |  | (3. junij 1944; Valmontone, Italija)                 |
| 16. | Nadporočnik Victor L. Kandle         |  | (9. oktober 1944; La Forge, Francija)                |
| 17. | Višji vodnik Gus Kelfurt             |  | (23.-24. december 1944; Bennwihr, Francija)          |
| 18. | Poddesetnik Patrick L. Kessler       |  | (28. maj 1944; Ponte Rotto, Italija)                 |
| 19. | Poddesetnik Alton W. Knappenberger   |  | (1. februar 1944; Cisterna di Littoria, Italija)     |
| 20. | Poddesetnik Floyd K. Lindstrom       |  | (11. november 1943; Mignano, Italija)                |
| 21. | Naddesetnik Robert D. Maxwell        |  | (7. september 1944; Desancon, Francija)              |
| 22. | Vojak Joseph F. Merrell              |  | (18. april 1945; Lohe, Nemčija)                      |
| 23. | Vodnik Harold O. Messerschmidt       |  | (17. september 1944; Radden, Francija)               |
| 24. | Vojak James H. Mills                 |  | (24. maj 1944; Cisterna di Littoria, Italija)        |
| 25. | Poročnik Audie L. Murphy             |  | (26. januar 1945; Holtzwihr, Francija)               |
| 26. | Nadporočnik Charles P. Murray mlajši |  | (16. december 1944; Kaysersberg, Francija)           |
| 27. | Stotnik Arlo L. Olson                |  | (13. oktober 1943; prečkanje reke Volturno, Italija) |
| 28. | Vodnik Truman O. Olson               |  | (30.-31. januar; Cisterna di Littoria, Italija)      |
| 29. | Poddesetnik Forrest E. Peden         |  | (3. februar 1945; Biesheim, Francija)                |
| 30. | Vojak Wilburn K. Ross                |  | (30. oktober 1944; St. Jacques, Francija)            |
| 31. | Poddesetnik Henry Schauer            |  | (23.-24. maj 1944; Cisterna di Littoria, Italija)    |
| 32. | Vodnik John C. Squires               |  | (23.-24. april 1944; Padiglione, Italija)            |
| 33. | Nadporočnik John J. Tominac          |  | (12. september 1944; Saulx de Vesoul, Francija)      |
| 34. | Poddesetnik Jose F. Valdez           |  | (25. januar 1945; Rosenkrantz, Francija)             |
| 35. | Podpolkovnik Keith L. Ware           |  | (26. december 1944; Sigolsheim, Francija)            |
| 36. | Nadporočnik David C. Waybur          |  | (17. julij 1943; Agrigento, Sicilija)                |
| 37. | Nadporočnik Eli Whitely              |  | (27. december 1944; Sigolsheim, Francija)            |

Korejska vojna
| 1.  | Poddesetnik Emory L. Bennett    |  | (24. junij 1951; Sobangsan, Koreja)           |
| 2.  | Desetnik Jerry K. Crump         |  | (6.-7. september 1951; Chorwon, Koreja)       |
| 3.  | Desetnik John Essebagger mlajši |  | (25. april 1951; Popsudong, Koreja)           |
| 4.  | Desetnik Charles L. Gilliland   |  | (25. april 1951; Tongmang-ni, Koreja)         |
| 5.  | Desetnik Clair Goodblood        |  | (24.-25. april 1951; Popsu-dong, Koreja)      |
| 6.  | Poddesetnik Noah O. Knight      |  | (23.-24. november 1951; Kowang-San, Koreja)   |
| 7.  | Poročnik Darwin K. Kyle         |  | (16. februar 1951; Kamil-ni, Koreja)          |
| 8.  | Vodnik Leroy A. Mendonca        |  | (4. julij 1951; Chich-on, Koreja)             |
| 9.  | Desetnik Hiroshi Miyamura       |  | (24.-25. april 1951; Taejon-ni, Koreja)       |
| 10. | Višji štabni vodnik Ola L. Mize |  | (10.-11. junij 1953; Surang-ni, 1953)         |
| 11. | Desetnik Charles F. Pendleton   |  | (16.-17. julij 1953; Choo Guang-Dong, Koreja) |

Globalna vojna proti terorizmu
| 1. | Štabni vodnik Paul Ray Smith |  | (4. april 2003; mednarodno letališče Bagdad, Irak; operacija Iraška svoboda) |

### Znani pripadniki divizije
- Audie Leon Murphy - najbolj odlikovani pripadnik oboroženih sil ZDA med drugo svetovno vojno
- Lucian Truscott - generalmajor
- Richard Kisling - Chief Master Sergeant of the Air Force
- Vincent Brooks - general
- Burwell Baxter Bell III. - general
- George Alfred Joulwan - general in poslovnež
- Mario Lozano - veteran iraške vojne
- Glendon Fred Swarthout - pisatelj
- Shawn Gibson - veteran iraške vojne
- George T. Alexander mlajši - veteran iraške vojne